# Due inglesi a Parigi
Due inglesi a Parigi (To Paris with Love) è un film del 1955 diretto da Robert Hamer. È una commedia sentimentale che ha come interpreti principali Alec Guinness, Odile Versois e Vernon Gray.

## Trama
Due nobili inglesi, padre e figlio, si recano in vacanza a Parigi dove avranno ambedue un'avventura sentimentale. John, il figlio, cerca di favorire una relazione tra il padre e una bella vedova, Sylvia Gilbert; il padre, sir Edgar Fraser, pensa che la ragazza giusta per John possa essere la giovane e povera Lisette. Ambedue si innamoreranno, ma proprio della donna che avevano scelto per l'altro. A vacanza finita, si troveranno tutti nella villa in campagna del signor de Colville la cui figlia, Suzanne, è innamorata di John. La ragazza si dichiara al giovane che si rende conto che la storia con Sylvia non è stata che un fuggevole e romantico incontro, mentre Suzanne potrebbe essere la donna della sua vita. Dal canto loro, anche sir Edgar e Lisette riconoscono che la loro è una storia impossibile e si lasciano da buoni amici. A Parigi, la ragazza è attesa dal suo innamorato che la viene a prelevare in Vespa: lei abbandona il mondo dorato dei castelli e delle auto sportive di lusso per tornare alla vita modesta di ogni giorno, mentre sir Edgar, forse, intreccerà una relazione con Sylvia.

## Produzione
Fu prodotto in Gran Bretagna e fu l'ultima produzione della Two Cities Films, una piccola compagnia fondata a Londra da due produttori italiani, attiva dal 1938 al 1955, che conta nel suo catalogo una sessantina di film.